# Die Pulvermänner
Die Pulvermänner war eine Jugendfernsehserie des ZDF über das Leben einer Schaustellerfamilie. Die Erstausstrahlung der Alfred-Greven-Produktion war am 2. Januar 1972. Gezeigt wurden 13 Episoden in Farbe.

## Handlung
Phil und Fee Pulvermann reisen mit ihren Söhnen Wim, Tim und Menz sowie der Tochter Do als Schausteller mit der Schießbude Freischütz über die Rummelplätze.
Die Schaustellerfamilie ist dem Bürgermeister nicht willkommen und es werden der Familie immer wieder Steine in den Weg gelegt. Doch die Pulvermänner wissen sich immer wieder zu helfen. Do und Wim sind die älteren Geschwister, Menz ist der Jüngste.

## Darsteller
- Phil Pulvermann:      Carlos Werner
- Fee Pulvermann:       Kitty Mattern
- Wim Pulvermann:       Dagobert Walter
- Do Pulvermann:        Angelika Grobe
- Tim Pulvermann:       Steffen Kreutzer
- Menz Pulvermann:      Georg Wondrak
- Georg:                Jochen von Bassenheim
- Trixi:                Susanne Lissa
- Max:                  Uwe Gauditz
- Franz Josef:          Manuel Vaessen
- Studienrat Zacharias: Friedhelm Lehmann
- Lehrer Fabian:        Horst Schultheis
- Bürgermeister:        Günter Glaser
- Herr Lohmeyer:        Gerhard Frickhöffer
- Baron von Bröms:      Rolf Moebius

## Episoden
1. Tim bleibt zurück
2. Tim wird geschnappt
3. Das Köbelbacher Schießen
4. Der Apfelschuss
5. Alarm in Köbelbach
6. Menz macht einen Fang
7. Die Foto-Safari
8. Die Feuerwehrkapelle
9. Der General
10. Der falsche Hase
11. Tim bekommt Besuch
12. Eulen und Schmetterlinge
13. Menz macht Wirbel